# René Collin
René Collin, né le 29 avril 1958 à Fisenne, dans la commune d'Érezée, est un homme politique belge, membre du parti social-chrétien.  Il est licencié en droit de l'Université catholique de Louvain. Avocat de profession, il est également président du cdH de la province de Luxembourg. Il est ministre au sein du gouvernement de la Communauté française de 2014 à 2016 et au sein du gouvernement wallon de 2014 à 2019.

## Études et carrière professionnelle
Après des primaires à l’école communale de Fisenne, René Collin rejoint en 1970 le Collège Saint-François de Marche-en-Famenne. À la fin de ses humanités, il hésite entre le Droit et les Sciences politiques. Passionné de débats, il choisira le métier d’avocat. Inscrit au barreau de Marche-en-Famenne, il ouvrira un bureau d’avocats avec Pierre Neuville à Barvaux avant de s’associer à Albert Lesceux à Marche-en-Famenne.

## Carrière politique
Intéressé par la politique depuis l’âge de 12 ans, René Collin est un homme du centre issu d’une famille chrétienne. Il adhère au PSC et rencontre avec Charles-Ferdinand Nothomb dont il deviendra le Secrétaire Politique avant de devenir Conseiller auprès du Secrétaire d'État à l'Agriculture et aux Affaires européennes, Paul De Keersmaeker. En 1995, il est choisi par Guy Lutgen, Ministre wallon de l'Agriculture, comme chef de cabinet, jusqu'en 1999.

### Érezée et ses débuts dans la politique locale
Élu, à 25 ans, conseiller communal et président du CPAS de la commune d’Érezée, il deviendra ensuite Premier échevin et enfin bourgmestre en 1994. Fonction qu’il occupera jusqu’en 2006. 
Il sera le premier à travailler à un rapprochement entre la gendarmerie et de la police rurale qui préfigure une police locale rassemblée.[réf. nécessaire]
En 1985, il est élu Conseiller provincial. Rapidement[Quand ?], il deviendra le Chef de groupe cdH à la Province de Luxembourg.

### Député Provincial
En 2006, après 30 ans d’opposition, le cdH retourne au pouvoir dans la province du Luxembourg. René Collin devient député provincial en 2006. Au sein de l’exécutif provincial, il exerce les compétences relatives au tourisme, à l’agriculture ainsi qu’au développement économique et de l’entreprise au sens large. Il mène ses projets en créant un maximum de synergies entre les secteurs dont il a la charge.
En 2008, il lance les premiers rendez-vous de l’emploi permettant à des milliers de demandeurs d’emploi de rencontrer en direct des entreprises et des organismes de formations.
En tant que Président de la FTLB (Fédération Touristique du Luxembourg Belge), il initie le week-end des paysages. Un rendez-vous qui se déroule chaque 3e week-end de septembre et qui valorise la beauté et la diversité des paysages du Luxembourg belge. 
Président du CER de Marloie, il décidera l’implantation d’un nouveau centre de recherche affecté aux sciences du vivant dans le Parc scientifique Novalis à Aye.
En 2012, il est reconduit en tant que député avec, comme compétence supplémentaire, les ressources naturelles.

### Ministre des Gouvernements wallon et de la Fédération Wallonie-Bruxelles
Le 22 juillet 2014, il est nommé ministre  tant à la Région wallonne, qu'à la Fédération Wallonie-Bruxelles. Il est chargé de l'Agriculture et du Tourisme, de la Nature, des Forêts, de la Ruralité, des infrastructures sportives et des infrastructures d’accueil de la petite enfance et délégué à la représentation à la Grande Région au sein du gouvernement Magnette. Il est également nommé ministre des Sports au sein du gouvernement Demotte III. 
Le 16 avril 2016, il est remplacé par Rachid Madrane au poste de ministre des sports et se voit confier la politique aéroportuaire wallonne.
Le 28 juillet 2017, René Collin intègre le nouvel exécutif wallon MR-Cdh. Il prête alors serment comme Ministre wallon de l'Agriculture, du Tourisme, de la Nature, de la Forêt, de la Ruralité, du Patrimoine et délégué à la Grande Région.
Le 26 mai 2019, il est élu député wallon. Il quitte ses fonctions de ministre, le 13 septembre 2019.

## Distinction
- Commandeur de l'ordre de Léopold en 2020[10].